# Élection présidentielle algérienne de 1995
L'élection présidentielle du 16 novembre 1995 est la première élection présidentielle pluraliste en Algérie. Elle se déroule de manière anticipée en pleine période de terrorisme lors de la guerre civile algérienne. C'est le président du Haut Comité d'État (HCE), le général Liamine Zeroual qui est élu avec 61,34 % des voix.

## Contexte
L'Algérie sombre dans la violence à la suite de l'interruption des élections législatives de décembre 1991 qui voyaient le Front Islamique du Salut emporter plus des 2/3 des sièges à l'assemblée. L'armée intervient alors dans le jeu politique. Le président Chadli Bendjedid est poussé à la démission en janvier 1992 et se voit remplacer par Mohamed Boudiaf à la tête du Haut Comité d'État (HCE). Boudiaf est assassiné en juin 1992 et est remplacé à la tête du HCE par Ali Kafi qui y reste jusqu'en juin 1994 avant de céder la place à l'un des 5 membres du HCE, Liamine Zeroual.
En janvier 1995, plusieurs partis d'opposition signent à Rome un document de revendications qui reçoit un certain écho, ce qui pousse Liamine Zeroual à annoncer l'organisation d'une élection présidentielle pour novembre 1995, au lieu de janvier 1997.

## Candidats
- Liamine Zeroual : sans parti (indépendant)
- Mahfoud Nahnah : candidat du Mouvement de la société pour la paix (MSP, islamiste)
- Saïd Saadi : candidat du Rassemblement pour la culture et la démocratie (RCD, laïque)
- Noureddine Boukrouh : candidat du Parti du renouveau algérien (PRA, Républicain)

## Résultats
Votants : 
 
Suffrages exprimés : 12 087 281 (75,7 %)

Suffrages invalidés : 

Suffrages exprimés valides : 11 619 532 (72,5 %)
| Candidat            | Votes      | %     |
| ------------------- | ---------- | ----- |
| Liamine Zeroual     | 7 088 616  | 61,34 |
| Mahfoud Nahnah      | 2 971 974  | 25,6  |
| Saïd Sadi           | 1 115 796  | 9,6   |
| Noureddine Boukrouh | 443 144    | 3,8   |
| Total               | 11 619 532 | -     |

## Commentaires
Les délégations d'observateur de la Ligue arabe, de l'Union africaine et des Nations unies observèrent aucun problème majeur[réf. nécessaire]. Cependant, de l'avis des participants il y a eu une fraude massive. Les résultats définitifs ont été trafiqués très tard dans la nuit. Par exemple, Saïd Sadi aurait obtenu réellement 2 200 000 voix[réf. nécessaire]. On lui a ôté un nombre important de voix et on a attribué frauduleusement des voix au candidat islamiste Mahfoud Nahnah qui devait venir en 3e position derrière Saïd Sadi. Mais le pouvoir algérien a décidé autrement. Le groupe islamique armé avait menacé de mort les votants, mais l'élection se déroula avec peu de violences. Les trois principaux partis des élections précédentes (Front islamique du salut, Front de libération nationale et Front des forces socialistes) ayant appelé à l'abstention. L'armée déploya plus de 350 000 hommes en Algérie pour garantir la sécurité du scrutin.[réf. nécessaire]
Le fort taux de participation indique un réel espoir de la population sur l'arrêt des violences qui ensanglantent l'Algérie depuis 2 ans. Cet espoir sera très vite déçu. En dépit de l'État de grâce dont bénéficiera le nouveau président, sur l’espoir de la paix et sur l’appui supposé des "éradicateurs" de l’armée, la guerre continuera encore pendant près de cinq années et les massacres redoubleront.